# The King's Demons
The King's Demons (Los demonios del rey) es el sexto y último serial de la 20.ª temporada de la serie británica de ciencia ficción Doctor Who, emitido originalmente en dos episodios en días consecutivos el 15 y 16 de marzo de 1983. Introdujo el personaje de Kamelion, interpretado por Gerald Flood, como el nuevo acompañante.

## Argumento
En 1215, la corte del rey Juan de Inglaterra está en el castillo de Sir Ranulf Fitzwilliam para obtener por la fuerza más impuestos, y cuando el señor se niega a pagar, el rey le insulta. Para defender su honor, su hijo Hugh se enfrenta al campeón del rey, Sir Gilles Estram en una justa. Sir Gilles gana con facilidad, aunque la justa se interrumpe por la llegada de la TARDIS. El Quinto Doctor, Tegan y Turlough son recibidos como demonios y el rey les da la bienvenida.
Tras confirmar la fecha, el Doctor concluye que el rey no es él mismo, de hecho, no es el rey en absoluto, ya que está en Londres en el Juramento de las Cruzadas. Sir Geoffrey de Lacy, el primo de Sir Ranulf, llega al castillo y confirma que sabe que el rey está en Londres. Sir Gilles está a punto de torturarle como un mentiroso durante un banquete real cuando el Doctor interviene. Parece que el campeón del rey tampoco es quien dice ser: Sir Gilles se quita el disfraz y revela que es el archienemigo del Doctor, El Amo. Se marcha en su propia TARDIS, que estaba disfrazada de dama de hierro.
El Rey arma al Doctor como su nuevo campeón y le otorga el gobierno del castillo. Tras una serie de contratiempos, incluyendo la muerte de Sir Geoffrey a manos del Amo, el Doctor se enfrenta al Rey y al Amo y descubre la verdad. El monarca en realidad es Kamelion, un arma de guerra que el Amo encontró en Xeriphas, que puede ser controlado mentalmente y utilizado para tomar la apariencia y personalidad de otros individuos. Disfrazado como el Rey Juan, el Amo pretende que Kamelio se comporte de forma tan horrible que provoque una rebelión y destrone al verdadero rey, robando así al mundo la Magna Carta, la fundación de la democracia parlamentaria. Es un pequeño plan en la escala habitual del Amo, pero aun así es particularmente venenoso para el progreso normal de la sociedad de la Tierra.
El Doctor resuelve la situación enfrentándose al Amo en una batalla de voluntades por el control de Kamelion. Se hace con el control del robot y se lo lleva en la TARDIS, arruinando así los planes del Amo. Kamelion regresa a su forma de robot y le da las gracias al Doctor por ayudar a rescatarle.

### Continuidad
Cada historia de la 20.ª temporada hizo que el Doctor se enfrentara a un enemigo del pasado. El antiguo enemigo de esta historia fue el Amo, que se enfrentó a la tercera, cuarta y quinta encarnaciones del Doctor. La historia no revela cómo logró el Amo escapar a los eventos de su anterior historia, Time-Flight (1982).
Esta historia marcó la primera aparición de Kamelion, a quien daba voz Gerald Flood. El diseñador de efectos especiales autónomo Richard Gregory y el diseñador de software Mike Power hicieron una demostración del prototipo del robot para John Nathan-Turner y Saward. Nathan-Turner se quedó tan impresionado que contrato al guionista Terence Dudley para desarrollar una historia que introdujera a Kamelion en la serie. Poco después del rodaje, sin embargo, Power murió en un accidente de barco y nadie pudo continuar su trabajo. De esta forma, Kamelion sólo hizo dos apariciones antes de salir de la serie.
En esta historia, el Amo se disfraza como Sir Gilles Estram. Estram es un anagrama de "Master" ("Amo"). Para ocultar el regreso, Sir Gilles fue acreditado como interpretado por "James Stoker", anagrama de "Master's Joke" ("La broma del Amo").
Esta historia marca la última aparición del decorado de la sala de control de la TARDIS que se había usado desde The Invisible Enemy. Una nueva sala de consola debutaría en la siguiente historia, The Five Doctors, aunque la consola en sí misma volvería a aparecer como la consola del Segundo Doctor en The Two Doctors.

## Producción
| Episodio          | Fecha de emisión    | Duración | Espectadores en millones | Estado en el archivo  |
| ----------------- | ------------------- | -------- | ------------------------ | --------------------- |
| Episodio 1        | 15 de marzo de 1983 | 24:48    | 5,8                      | Cinta original en PAL |
| Episodio 2        | 16 de marzo de 1983 | 24:27    | 7,2                      | Cinta original en PAL |
| [ 2 ] [ 3 ] [ 4 ] |                     |          |                          |                       |

Entre los títulos provisionales de la historia se encuentran The Android (El androide), The Demons (Los demonios), A Knight's Tale (El cuento de un caballero) y Demons Keeper (El guardián de demonios). La primera parte de esta historia se promocionó en la BBC como el episodio número 600 de Doctor Who.

## Publicaciones comerciales
The King's Demons se publicó en VHS en noviembre de 1995 en una compilación junto con la edición especial del serial siguiente The Five Doctors y un libro de postales. La historia junto con Planet of Fire se publicó en una compilación en DVD dedicada a Kamelion el 14 de junio de 2010.